# Napaqa Maligutak
 (avril 2025).
La mise en forme du texte ne suit pas les recommandations de Wikipédia : il faut le « wikifier ».
Les points d'amélioration suivants sont les cas les plus fréquents :
- Les titres sont pré-formatés par le logiciel. Ils ne sont ni en capitales, ni en gras.
- Le texte ne doit pas être écrit en capitales (les noms de famille non plus), ni en gras, ni en italique, ni en « petit »…
- Le gras n'est utilisé que pour surligner le titre de l'article dans l'introduction, une seule fois.
- L'italique est rarement utilisé : mots en langue étrangère, titres d'œuvres, noms de bateaux, etc.
- Les citations ne sont pas en italique mais en corps de texte normal. Elles sont entourées par des guillemets français : « et ».
- Les listes à puces sont à éviter, des paragraphes rédigés étant largement préférés. Les tableaux sont à réserver à la présentation de données structurées (résultats, etc.).
- Les appels de note de bas de page (petits chiffres en exposant, introduits par l'outil «  Source ») sont à placer entre la fin de phrase et le point final[comme ça].
- Les liens internes (vers d'autres articles de Wikipédia) sont à choisir avec parcimonie. Créez des liens vers des articles approfondissant le sujet. Les termes génériques sans rapport avec le sujet sont à éviter, ainsi que les répétitions de liens vers un même terme.
- Les liens externes sont à placer uniquement dans une section « Liens externes », à la fin de l'article. Ces liens sont à choisir avec parcimonie suivant les règles définies. Si un lien sert de source à l'article, son insertion dans le texte est à faire par les notes de bas de page.
- La présentation des références doit suivre les conventions bibliographiques. Il est recommandé d'utiliser les modèles {{Ouvrage}}, {{Chapitre}}, {{Article}}, {{Lien web}} et/ou {{Bibliographie}}. Le mode d'édition visuel peut mettre en forme automatiquement les références.
- Insérer une infobox (cadre d'informations à droite) n'est pas obligatoire pour parachever la mise en page.

Pour une aide détaillée, merci de consulter Aide:Wikification.
Si vous pensez que ces points ont été résolus, vous pouvez retirer ce bandeau et améliorer la mise en forme d'un autre article.
 (avril 2025).
 (juillet 2025).
Napaqa Maligutkak (également connue sous le nom de Florence Nupok Malewotkuk), née le 4 mars 1906 à Gambell (Alaska) et décédée en 1971 à Anchorage (Alaska), est une artiste et illustratrice autochtone d'origine sibérienne Yupik. Elle est reconnue pour ses œuvres figuratives documentant la culture, les traditions et le quotidien de sa communauté au début du XXe siècle. Son style à la fois naïf et minutieux lui a valu le surnom de «Grandma Moses de la mer de Béring». Son œuvre est aujourd’hui conservée dans plusieurs institutions muséales d’envergure nationale et internationale.

## Biographie
Née dans le village de Gambell, sur l’île Saint-Laurent en Alaska, Napaqa grandit dans une famille Yupik. Elle développe très tôt un goût pour le dessin, encouragée par un oncle. Faute de matériaux conventionnels, elle dessine sur des étiquettes, du papier recyclé ou encore des peaux de phoque. Elle épouse Chauncy Malewotkuk en 1926, et le couple adopte un fils, Woodrow, en 1933.

## Carrière artistique
En 1927, elle est approchée par l’archéologue Otto William Geist, qui lui commande plus de 90 dessins illustrant les traditions des Yupik sibériens. Ces dessins représentent des scènes de la vie quotidienne: pêche, chasse, tatouages féminins, rituels, jeux et vêtements traditionnels. Ils sont aujourd’hui conservés à la bibliothèque Elmer E. Rasmuson de l’Université de l’Alaska, avec des copies à la Smithsonian Institution.
Dans les années 1950, elle reprend activement son art avec l’aide de Kay Roberts. Ses œuvres sont diffusées sous le nom de Bering Sea Originals, les rendant accessibles à un plus large public.

## Style et techniques
Son style est figuratif et qualifié de naïf. Elle privilégie l’encre et le crayon, et utilise des supports variés comme les peaux d’animaux ou du papier récupéré. Son travail est marqué par une précision ethnographique et un ancrage fort dans la culture Yupik.

## Thèmes
Napaqa s'intéresse à la transmission culturelle. Elle illustre les gestes du quotidien, les vêtements, les tatouages et les rites communautaires. Son travail témoigne des rôles sociaux, notamment ceux des femmes, dans la société Yupik.

## Œuvres majeures
- Série de plus de 90 dessins commandée par Otto W. Geist (1927) conservée à l’Université de l’Alaska et à la Smithsonian Institution.
- Collection Bering Sea Originals reproductions diffusées à grande échelle à partir de 1955.

## Expositions
Ses œuvres ont été présentées au:
- National Museum of the American Indian,
- Smithsonian Institution,
- Anchorage Museum of History and Art.

Une exposition rétrospective a été organisée en 1971 par l’Université de l’Alaska après son décès.
Ses œuvres font partie des collections permanentes du Smithsonian Institution, du National Museum of the American Indian et du Anchorage Museum of History and Art.

## Reconnaissance
En 1964, elle est la seule femme sélectionnée pour un programme de formation professionnelle à Nome, en Alaska, par l’Indian Arts and Crafts Board. Ce programme visait à professionnaliser les artistes autochtones.

## Collections muséales
- Smithsonian Institution
- National Museum of the American Indian
- Anchorage Museum of History and Art: https://www.anchoragemuseum.org/exhibits/extra-tough-women-of-the-north/women-of-the-north-profiles/florence-napaaq-malewotkuk-artist-who-broke-gender-and-racial-barriers/
- Université de l’Alaska – Elmer E. Rasmuson Library

## Importance
Napaqa Maligutkak est une pionnière dans la documentation de la culture Yupik. Son œuvre combine observation précise, style personnel et engagement communautaire. Elle occupe une place centrale dans l’histoire de l’art autochtone nord-américain.

## Critères de notoriété Wikipédia
Elle répond aux critères de notoriété grâce à:
- la conservation de ses œuvres dans des musées nationaux;
- sa participation à des expositions d’envergure;
- sa reconnaissance par des programmes officiels et la critique artistique.